# Атанас Велянов
Атанас Димитров Велянов е български художник и сценограф.

## Биография и творчество
Роден е на 17 декември 1933 година в Пловдив. Завършва Сценография във ВИИИ „Н. Павлович“ София, при проф. Георги Каракашев.
Работил в Драматичен театър – Сливен, Драматичен театър – Перник, Театър „Българска армия“, Народен театър „Иван Вазов“. Гастролирал в почти всички български театри.
Сценограф на спектаклите „Блокада“, „Всяка есенна вечер“, „Ураганът“, „По-силни от боговете“, „Ивайло, или нощта на късите ножове“, „Мата Хари“, „Как се обира една банка“, поставени на сцената на Драматичен театър – Монтана; „Светая светих“ – в Драматичен театър „Гео Милев“ – Стара Загора; „Българи от старо време“ – в Сатиричен театър – София.
Награден за сценографията на филма „Търновската царица“.

## Постановки
- „Българи от старо време“